# Diphilosz (sztoikus, i. e. 2. század)
Diphilosz (i. e. 2. század) görög filozófus
A sztoikus filozófia követője volt, kortársai mesterkélt vizsgálódásai miatt „Labürinthosz"-nak nevezték. Kitioni Zénón követője, Titus Lucretius Carus költeményében bukkan fel a neve. valamint Lukianosz is említi.